# ФК Џез
ФК Џез је фудбалски клуб из Порија у Финској, који се такмичи у 3. лиги Финске.

## Историја
Клуб је основан 1934. године под именом Porin Pallo-Toverit (скраћено PPT). 1992. променио је име у ФК Џез. Био је прволигаш 19 година и то између 1984. и 2004. Има омладински клуб који је сад и носилац Џез Порија. После банкрота 31. марта 2005. године, кренули су од пете дивизије.

## Успеси
- Прва лига Финске:
  - Победник (2): 1993, 1996.
- Куп Финске:
  - Финалиста (1): 1995.
- Лига куп Финске:
  - Финалиста (1): 1994.

## Познати играчи
- Анти Сумјала
- Петер Коптеф
- Луис Антонио
- Родриго Ваз
- Виктор Уго Мерино Дубон
- Тони Калио
- Ектор Такајама
- Чарлтон Ферведер
- Ристо Коскикангас